# Turgénieve (Djankoi)
|  | Per a altres significats, vegeu «Turguénevo». |

Turgénieve (en (ucraïnès): Тургенєве, en rus: Тургенево, Turguénevo) és un poble de la República Autònoma de Crimea a Ucraïna, que el 2014 tenia 561 habitants. Pertany al districte rural de Djankoi. Fins al 1948 la vila es deia Kirk-Bel.